# الذكرى الرابعة والأربعون لانطلاقة حركة فتح
الذكرى الرابعة والأربعون لانطلاقة حركة فتح صادف الأول من يانير عام 2009، في ظل ظروف سياسية وأمنية معقدة، أبرزها الانقسام الفلسطيني بين حركتي فتح وحماس منذ عام 2007. شهدت الضفة الغربية فعاليات جماهرية وإعلامية كبيرة ورفع ألاف من أنصار حركة فتح الاعلام الصفراء، في حين مُنعت الحركة من إحياء الذكرى في قطاع غزة، ساهمت الذكرى في إبراز الانقسام الفلسطيني بشكل غبير مسبوق.

## الخلفية
تأسست الحركة في 1 يناير 1965، بقيادة ياسر عرفات وعدد من الوطنيين الفلسطينيين بهدف تحرير فلسطين عن طريق الكفاح المسلح. شكلت فتح الجناح الرئيسي لمنظمة التحرير الفلسطينية، وبرزت الحركة قوة سياسية في الوطن والشتات منذ ستينيات القرن العشرين، حيث لعبت دورا رئيسياً في جميع الأحداث السياسية في حينها، حيث خاضت العديد من المعارك والحملات ضد الاحتلال الإسرائلي.
مرت فتح بفترات صعبة، لا سيما مع تفكيك الوحدة الوطنية وتصاعد التوترا بين فتح وحماس، وفي عام 2007 حصل الانقسام الفلسطيني، حيث سيطرت حماس على قطاع غزة، مما خلق واقعًا سياسًيا وجغرافيًا جديداً أثر يشكل مباشر على قدرة حركة فتح في إدارة شؤون الفلسطينيين داخل غزة.

## الفعاليات في قطاع غزة
في عام 2009، منعت الأجهزة الأمنية التابعة لحركة حماس، حركة فتح من تنظيم أي فعاليات في قطاع غزة لإحياء الذكرى، وشنّت حملة اعتقالات واسعة شملت العشرات من كوادر وعناصر فتح، وبعض المطابع في غزة رفضت طباعة ملصقات للذكرى بسبب التهديدات الأمنية، كما تم استدعاء طلاب جامعيين على خلفية ارتدائهم الكوفية الفلسطينية ورفع صور للرئيس الراحل ياسر عرفات.
وصفت حركة فتح بعد هذه التصرفات من حركة حماس بأنها تمنع الرموز الوطنية الفلسطينية، وأنها تعمدت قمع حرية التعبير، ووجهت نداءً للمنظمات الحقوقية لمراقبة الانتهاكات في غزة.

## الفعاليات في الضفة الغربية
أقيمت فعاليات موسعة في الضفة الغربية في هذه المناسبة، وخرجت مسيرات في عدد من المدن، أبرزها رام الله ونابلس، والخليل وطولكرم، حيث رفعت أعلام الحركة وصور الرئيس الراحل ياسر عرفات والرئيس محمود عباس، وألقيت كلمات رسمية وشعبية أكدت على تمسك الحركة بمنظمة التحرير الفلسطينية كممثل شرعي ووحيد للشعب الفلسطيني، وعلى أهمية الوحدة الوطنية في مواجهة الاحتلال والانقسام.

## ردود الفعل

### السلطة الفلسطينية
أبدت حركة فتح رفضها لإجراءات منع إحياء الذكرى في قطاع غزة، معتبرة أن هذه الخطوات تمثل تقييداً لحرية التعبير وتعدياً على الرموز الوطنية الفلسطينية.

### حماس
من جهتها اتهمت فتح بأنها تستغل الذكرى لأغراض تحريضية، واعتبرت أن الانقسام لا يسمح بمثل هذه الفعاليات دون تنسيق مسبق.